# Alnus subcordata
Espèce
Classification phylogénétique
Alnus subcordata, ou Aulne du Caucase, est une espèce de plantes du genre des aulnes et de la famille des bétulacées.